# Rhyothemis hurleyi
Rhyothemis hurleyi là loài chuồn chuồn trong họ Libellulidae. Loài này được Tillyard mô tả khoa học đầu tiên năm 1926.